# VisitDenmark
VisitDenmark er den nationale turismeorganisation i Danmark, der arbejder med international markedsføring af Danmark som rejsemål, samt national og international koordinering og analysearbejde.
VisitDenmark er tilknyttet Erhvervsministeriet, og erhvervsministeren udpeger bestyrelsen for VisitDenmark.
Pr. 2019 markedsfører organisationen Danmark på ti prioriterede markeder, hvilket sker fra markedskontorer i otte lande, som er Tyskland, Norge, Sverige, Holland, Storbritannien, USA, Italien og Kina. I alt har VisitDenmark 96 fuldtidsbeskæftigede, heraf ca. halvdelen i udlandet.
Nuværende formand for VisitDenmarks bestyrelse er Allan L. Agerholm. Jan Olsen er nuværende adm. direktør i VisitDenmark.
I 2018 brugte VisitDenmark ca. 87 mio. kr. på at markedsføre kyst- og naturturismen, ca. 39 mio. kr. på at markedsføre Danmarks fire storbyer (København, Aarhus, Odense og Aalborg) samt 4 mio. kr. på erhvervsturisme. Hvert år udgiver organisationen en liste over de 300 mest besøgte danske turistattraktioner samt en gennemgang af turismen på både landsplan og regionalt niveau med bl.a. antallet af hotelovernatninger, hvilke nationaliteter som besøger Danmark som turister.

## Historie
VisitDenmark blev etableret som Danmarks Turistråd i 1967, da Turistforeningen for Danmark blev nedlagt. Dengang blev hjemmemarkedet overdraget til Samvirkende danske Turistforeninger, mens Danmarks Turistråd fungerede som et eksportråd, der kun tog sig af markedsføring i udlandet. I 1992 blev organisationen omdannet fra selvejende institution til erhvervsdrivende fond og den 1. januar 2005 ændrede Danmarks Turistråd navn til VisitDenmark. 
En større del af finansieringen er siden 1989 kommet fra turistvirksomhederne selv; dog er statens bidrag fortsat det primære indtægtsgrundlag. Det udgjorde i 2018 121,5 mio. kr.
Tidligere har blandt andet Georg Sørensen, der også er administrerende direktør for Messecenter Herning, været formand for VisitDenmarks bestyrelse (2007-2010). Indtil 25. september 2009 var Dorte Kiilerich VisitDenmarks administrerende direktør.

### Viralvideoen fra 2009: "Danish mother seeking"
I efteråret 2009 stod VisitDenmark bag en af Danmarks indtil da mest virale videoer, Danish Mother Seeking, hvor den dengang ukendte skuespiller Ditte Arnth spillede "Karen", som søgte efter faderen til sit barn "August" efter en one night stand. 
Videoen blev understøttet af et websted med fotografier af "Karen" og "August":
Den blev uploadet den 10. september, og da medierne omtalte videoen den 12. september, var det ikke klart for dem, om beretningen var sand, om videoen var lavet for sjov eller del af en markedsføring.
Bloggere mente, at der var tale om en professionel udtænkt viralfilm som led i en kampagne.
Efter at "Karen" havde været omtalt i adskillige medier, og videoen havde nået flere hundredetusinder visninger på YouTube blev "Karen" afsløret om aftenen den 12. september som en skuespiller, og om morgenen den 13. september afsløret som Ditte Arnth.
Om aftenen den 13. september kunne TV2 afsløre, at det var turistorganisationen VisitDenmark, der stod bag den opdigtede historie, der da var nået op på 770.000 visninger.
Mens enkelte bemærkede den effektive virale markedsføring, var størstedelen af danske kommentarer i debatfora stærkt kritiske overfor det image af danske kvinder, der implicit blev præsenteret i videoen.
Den megen blæst omkring videoen medførte, at Dorte Kiilerich trådte tilbage som administrerende direktør.
Den 1. juli 2010 blev VisitDenmark lovfæstet ved Lov om VisitDenmark. Loven definerer VisitDenmarks opgaver som international markedsføring over for internationale ferie- og forretningsgæster og at indsamle og formidle viden om turisterne.

## Markedsføring af Danmark igennem VNRs
VisitDenmark markedsfører blandt andet Danmark ved at lave Video News Releases (VNRs), som de sender til udenlandske medier. 
VNRs er en form for filmede pressemeddelelser, som sendes til etablerede nyhedsbureauer, såsom Reuters, Newsmarket, APTN og EBU. Disse bureauer finredigerer det filmede materiale og laver en nyhed ud af det ved at lave en speak og give historien en vinkling.[kilde mangler]
VNRs er yderst upopulære i blandt andet USA, hvor produktionen af VNRs sammenlignes med en form for moderne propaganda-redskab eller i bedste fald beskrives som product placement i medielandskabet. VNRs blev således brugt som et talerør for kommercielle og politiske budskaber frem til 2005 i USA. Denne brug af VNRs blev imidlertid opdaget af kritiske medier, hvorefter der udbrød en mediestorm imod brugen af VNRs som en del af sendefladen i nyhederne, uden at det blev klarlagt, hvem der var den egentlige afsender af nyheden. I 2005 blev brugen af VNRs i de amerikanske medier uden en klargørelse af hvem afsenderen bag nyheden var således ulovliggjort.[kilde mangler]
I Europa har produktionen af VNRs imidlertid ikke fanget de kritiske mediers interesse, og VisitDenmark har således i en længere periode markedsført Danmark ved at producere nyheder om kulturbegivenheder, mediebegivenheder, sportsevents og lignende, som de har sendt til udenlandske medier, der oftest omredigerer VNR'en og viser den i deres nyhedsflade, som var det en nyhed, de selv havde vinklet, filmet og redigeret.[kilde mangler]